# Legiunea a V-a Macedonica

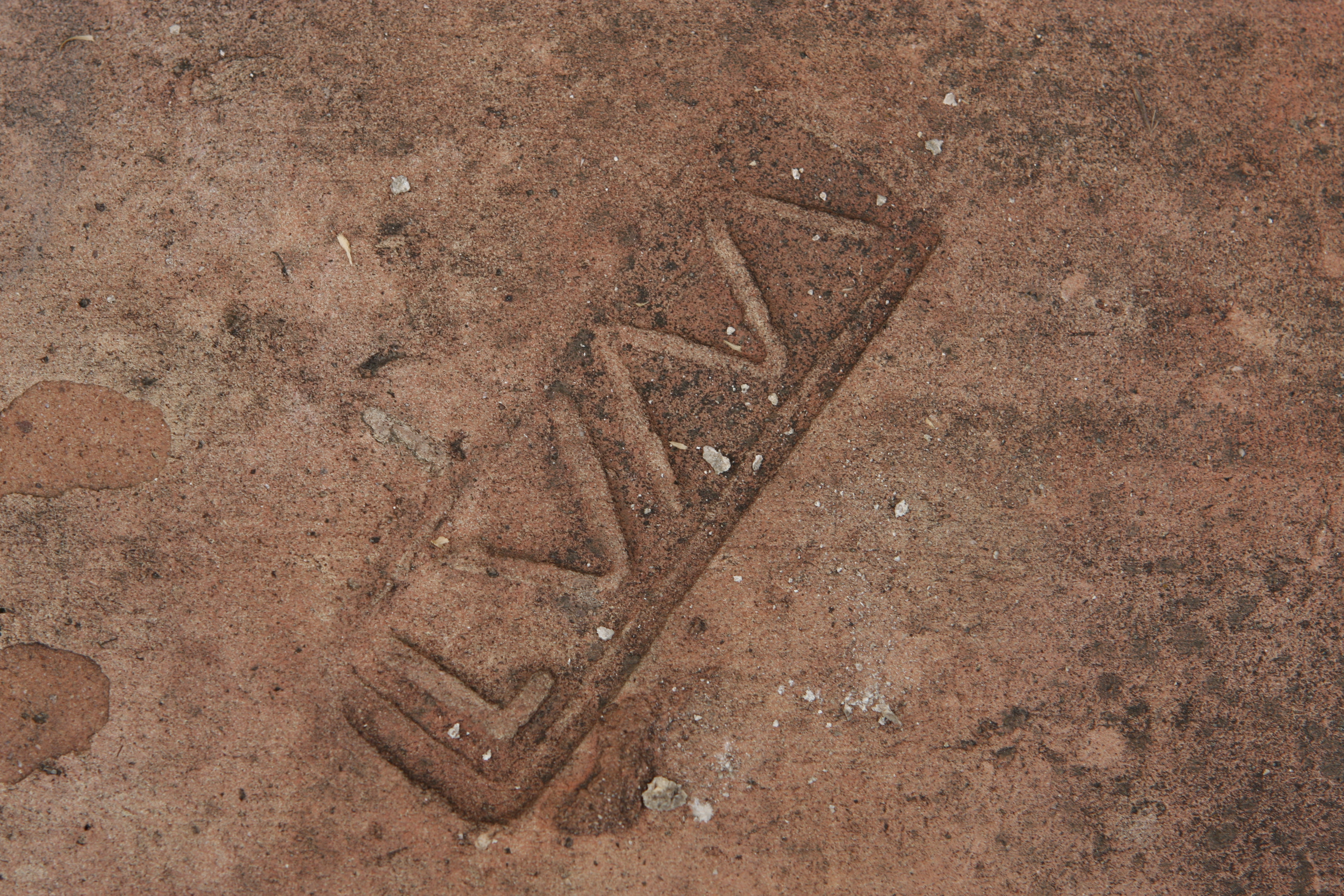
Piesă ceramică de la Potaissa, marcată cu LVM

Legiunea a V-a Macedonica a fost o legiune a armatei romane, care a fost înființată în anul 43 î.e.n. de Octavian, mai târziu augustus, și de consulul Gaius Vibius Pansa Caetronianus. Legiunea a existat până în secolul al V-lea în Moesia. Domitian a așezat veterani ai acestei legiuni la Scupi în Macedonia, de unde provine supranumele legiunii. Legiunea a V-a a fost folosită în campania din anul 88 împotriva dacilor, unde a ieșit victorioasă în Bătălia de la Tapae, iar în secolul al II-lea a fost una din cele două legiuni romane staționate permanent în provincia Dacia.

## Istoric

### Înaintea staționării laPotaissa

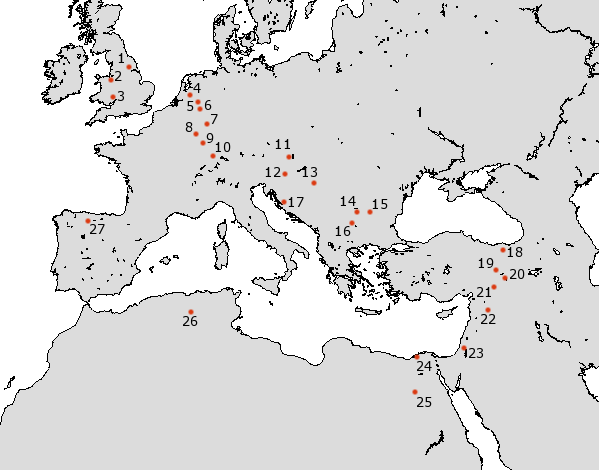
Poziția legiunilor romane în anul 80 d.C. Legiunea a V-a Macedonica se afla în acel an la Oescus (poziția 14 pe hartă)

Legiunea a V-a Macedonica  a fost înființata probabil de Marcus-Iunius Brutus . Legiunea a participat la bătălia de la Philippi , de unde îi derivă numele de Macedonica. Adusă pe teritoriul Moesiei , probabil de împaratul roman Augustus (27 î.C.-14 d.C.), s-a aflat aici în timpul împaratului Tiberius (14-37 d.C.). În jurul anilor 33-34 d.C. a participat la construirea drumului roman de pe malul sudic al Dunării, apoi, sub împăratul Claudius (41-54 d.C.), la operațiunile militare care au dus la anexarea Traciei  Imperiului Roman. În timpul împăratului Claudius, Legiunea a fost cantonată în castrul de la Oescus . A rămas în Europa până în anul 62 d.C., când împaratul Nero (54-68 d.C.) a strămutat-o în provincia Armenia din Orientul Apropiat. Staționată o anumită perioadă în zona Pontului , a fost trimisă, după declanșarea Primului Război Iudaic (69-70 d.C.)  la Alexandria, apoi în Palestina, unde a participat la asedierea și cucerirea Ierusalimului. După încheierea Războiului Iudaic, a fost trimisă înapoi la Oescus, în Moesia. Următoarele operațiuni militare la care a luat parte au fost războaiele dacice dintre anii 87-89 d.C. ale împaratului Domitian (81-96 d.C.), desfășurate după invazia Dacilor în Moesia (iarna 84/85 d.C.) și alungarea acestora. În timpul împăratului Traian (98-117 d.C.) s-a numărat printre cele 13-14 legiuni participante la cele 2 războaie dacice (101-102 și 105-106 d.C.). Fie între anii 102-105 d.C., fie după anul 106 d.C., Legiunea a fost mutată de împaratul Traian de la Oescus la Troesmis  în Moesia Inferior, pentru întărirea militară a regiunii Dunării de Jos, unde a rămas timp de 6 decenii (106-168 d.C.). O parte a Legiunii a fost mobilizată la cel de al Doilea Război Iudaic din Palestina (132-135), în vremea împăratului Hadrian (117-138), iar mai târziu, imediat după urcarea la tron a împaratului Marcus-Aurelius (161-180), la luptele din provincia Armenia (162-165) împotriva Regatului Parților , după ce aceștia ocupaseră provinciile romane Armenia, Capadocia și Siria. Abia revenită din campania orientală, Legiunea a V-a Macedonica este trimisă în Europa Centrală spre a apăra granița de nord a Imperiului Roman de invazia unei vaste coaliții de neamuri și triburi, în cadrul așa-zisului Prim Război Marcomanic .

### Staționarea Legiunii la Potaissa
Legiunea a luat efectiv parte la expediția anti-marcomană din anul 168 în nordul Alpilor, la încheierea căreia a fost cantonată la Potaissa (azi Turda) spre apărarea granițelor provinciei romane Dacia Porolissensis. La Potaissa, Legiunea a construit un castru de format-standard, pe terasa superioară a Arieșului, pe platoul numit azi Dealul Cetate, o fortăreață dreptunghiulară de 573 x 408 m. Între anii 167-170, Dacia a fost invadată de mai multe ori de popoare învecinate. Luptele romane de la nord de Dacia au durat însă numai până la moartea lui Marcus-Aurelius (180). Urmașul său, împăratul Commodus (180-192), a renunțat să mai continue aceste războaie. La ultimele lupte din anul 180, se presupune că a participat și Legiunea a V-a Macedonica. Legiunea a fost antrenată în luptele împaratului Septimius Severus (193-211) contra rivalilor săi la tron, Albinus (193-197) și Pescenius Niger (193-194). Sub împaratul Caracalla (211-217) s-a produs prima marea năvală a Goților în Dacia (uniți cu triburi de daci liberi, din afara Daciei Romane). Cu domnia împaratului Maximinus Thrax (235-238) începe perioada anarhiei militare și se întețesc atacurile popoarelor „barbare” contra Imperiului Roman. În anul 242 își fac apariția la Dunăre Carpii . Marele atac al Carpilor împotriva Daciei Romane s-a produs în timpul împăratului Philippus Arabus (244-249). Romanii au învins pe Carpi în anul 247. Provincia romană Dacia a trecut în anii 245-248 prin momente deosebit de critice (atacuri ale Goților dinspre nord) și nu este exclus ca însăși castrul Potaissa să fi fost atacat, sau cel putin amenințat. După victoria Romanilor asupra Carpilor (247), Dacia Romană se reface destul de repede, inclusiv castrul Potaissa. Între anii 248-250 Goți au întreprins noi incursiuni militare în Dacia de nord. 

### După staționarea laPotaissa
În timpul împaratului Gallienus (253-268) o parte a Legiunii a V-a Macedonica a fost dislocată în alte regiuni de graniță ale Imperiului, spre a stăvili invazia popoarelor năvălitoare. După anul 260 situatia în Dacia devine critică; urmele epigrafice dispar, iar cele literare vorbesc de amissio Daciae (pierderea Daciei). Împăratul Aurelian (270-275) a restabilit temporar autoritatea asupra provinciei Dacia, pentru a retrage apoi definitiv trupele și administrația romană prin anii 274-275. Cu acea ocazie, Legiunea a V-a Macedonica a părăsit castrul Potaissa, în care fusese cantonată timp de peste un secol (168-274), fiind din nou amplasată la Oescus (Moesia). În următoarele decenii, Legiunea a avut ca sarcină supravegherea graniței de nord a Moesiei, de-a lungul Dunării. După reorganizarea provinciei romane Oriens (azi Egipt) în anul 293 de catre împaratul Diocletian (284-305), în nou creata provincie Aegyptus Herculia au fost transferate detașamente din mai multe legiuni, între care și Legiunea a V-a Macedonica. Despre staționarea Legiunii la Memphis  există mărturii scrise din secolele IV-V. Această ultimă perioadă din istoria Legiunii, care suferise importante modificări organizatorice în urma reformelor militare ale împaratilor Diocletian (284-305) și Constantin cel Mare (306-337), rămâne deocamdată neclară, ca și începuturile ei (în sec.1 î.C.). Un detașament al Legiunii a rămas la Oescus, având rol de a păzi noul pod peste Dunăre dintre Oescus si Sucidava (azi Corabia), dat în funcțiune în anul 328.